# Polyblastia forana
Polyblastia forana är en lavart som först beskrevs av Martino Anzi, och fick sitt nu gällande namn av Arnold. Polyblastia forana ingår i släktet Polyblastia, och familjen Verrucariaceae. Arten är reproducerande i Sverige.